# Benjamin Bates
Benjamin Bates, artiestennaam van Benjamin Kuijten (Eindhoven, 2 februari 1976) is een Nederlands dj.
Als dj draaide hij onder andere op Sensation White, Mystery Land en Innercity, waar hij de theme voor zijn rekening nam. Als producent is hij mede verantwoordelijk voor onder andere tracks van Marco V, Southside Spinners en Out of Grace. Met het nummer Locked Up bereikte hij onder eigen naam de Top 40. Bates is speler van VV Altena.
In 2007 brengt hij zijn tweede album uit: Recyclomania, waarvan de eerste single On My Feet (This world needs more people like you) als thema gekozen wordt door Dance4Life.

## Discografie

### Albums
- n.e.v.e.r.l.e.t.a.n.y.t.h.i.n.g.k.i.l.l.t.h.e.p.l.e.a.s.u.r.e (2003)
- Recyclomania (2007)

### 12"es en singles
- Locked Up (Innercity anthem) (2002)
- Thin Time / One by one (2003)
- No Angel (2003)
- Lost myself in the way you close your eyes (2003)
- Whole (2003)
- The Manimal / 16! (2005)
- Music Nobody Likes EP (Off / Shelter) (2005)
- End of Beginning EP (Backtracking / Pure) (2005)
- On My Feet (This world needs more people like you) (Dance4Life anthem) (2007)
- Two Flies (2007)
- Forever Running (2007)
- SuperSoul (2011)
- Shatter (2012)
- Let me know (2012)
- Multiply! (2012)
- K!K!T (2013)
- Layzor(2013)
- Down Like Dat (2013)